# Возвращение (фильм, 1967)
«Возвращение» — советский чёрно-белый короткометражный фильм 1967 года, снятый Владимиром Акимовым на киностудии «Мосфильм».
Премьера состоялась в июле 1968 года.

## Сюжет
Молодой крестьянин Василий уходит на фронт. Невеста Наташа ждёт его возвращения, в то время как Николай добивается её любви. По возвращении Василия, девушка гибнет от рук Николая.

## В ролях
- Николай Бурляев — Василий
- Герман Юшко — Николай
- Нина Русланова — Наташа
- Виктор Авдюшко — Семён
- Александр Титов — отец
- Пётр Любешкин — мужик

## Съёмочная группа
- Авторы сценария: Эдуард Володарский, Сергей Соловьёв
- Режиссёр-постановщик: Владимир Акимов
- Операторы: Игорь Гелейн, Роберт Рувинов
- Художник-постановщик: Леонид Перцев
- Звукооператор: Ирина Стулова
- Монтажёр: Эсфирь Тобак
- Художник-гримёр: А. Дуброва
- Редактор: Эдгар Смирнов
- Директор картины: Алексей Стефанский